# Quinto Fabio Memmio Simmaco

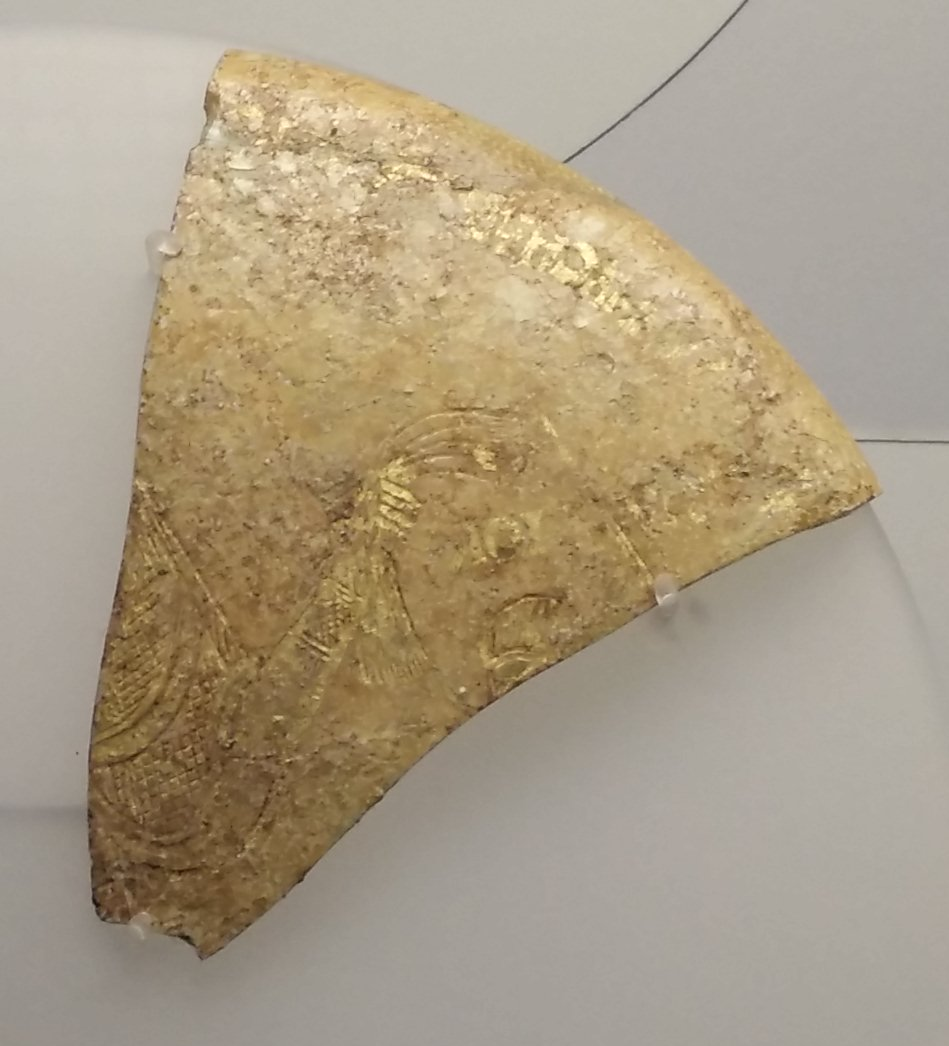
Frammento di piatto di vetro decorato a foglia d'oro e raffigurante Quinto Fabio Memmio Simmaco iunior e il padre Quinto Aurelio Simmaco, che regge la mappa nell'atto di dare il via ai giochi.

Quinto Fabio Memmio Simmaco (in latino:  Quintus Fabius Memmius Symmachus; 383/384 – dopo il 402) è stato un politico e letterato romano appartenente all'influente famiglia dei Symmachi.

## Biografia
Era figlio di Quinto Aurelio Simmaco, principale esponente della famiglia, scrittore e politico di rilievo, e di Rusticiana. Aveva una sorella maggiore, che sposò Nicomaco Flaviano iunior.
Nacque nel 383/384; all'età di dieci anni circa divenne questore, celebrando i giochi collegati alla sua magistratura nel dicembre 393. Ebbe una buona educazione, che includeva lo studio del greco; il padre approvò il suo stile epistolare e, nel 401, assoldò un retore gallico come suo tutore. Sempre nel 401 Memmio Simmaco tenne i giochi collegati alla sua carica di pretore: i giochi furono posposti dal 400 al 401 per permettere al padre di assistervi e costarono ben 2000 libbre d'oro; ancora nel 401 celebrò il proprio matrimonio con una nipote di Virio Nicomaco Flaviano.
Fu probabilmente lui, che apparteneva ad una famiglia dell'aristocrazia pagana, a costruire un tempio dedicato a Flora a Roma. Dopo la morte del padre, avvenuta nel 402/403, curò l'edizione delle sue lettere.

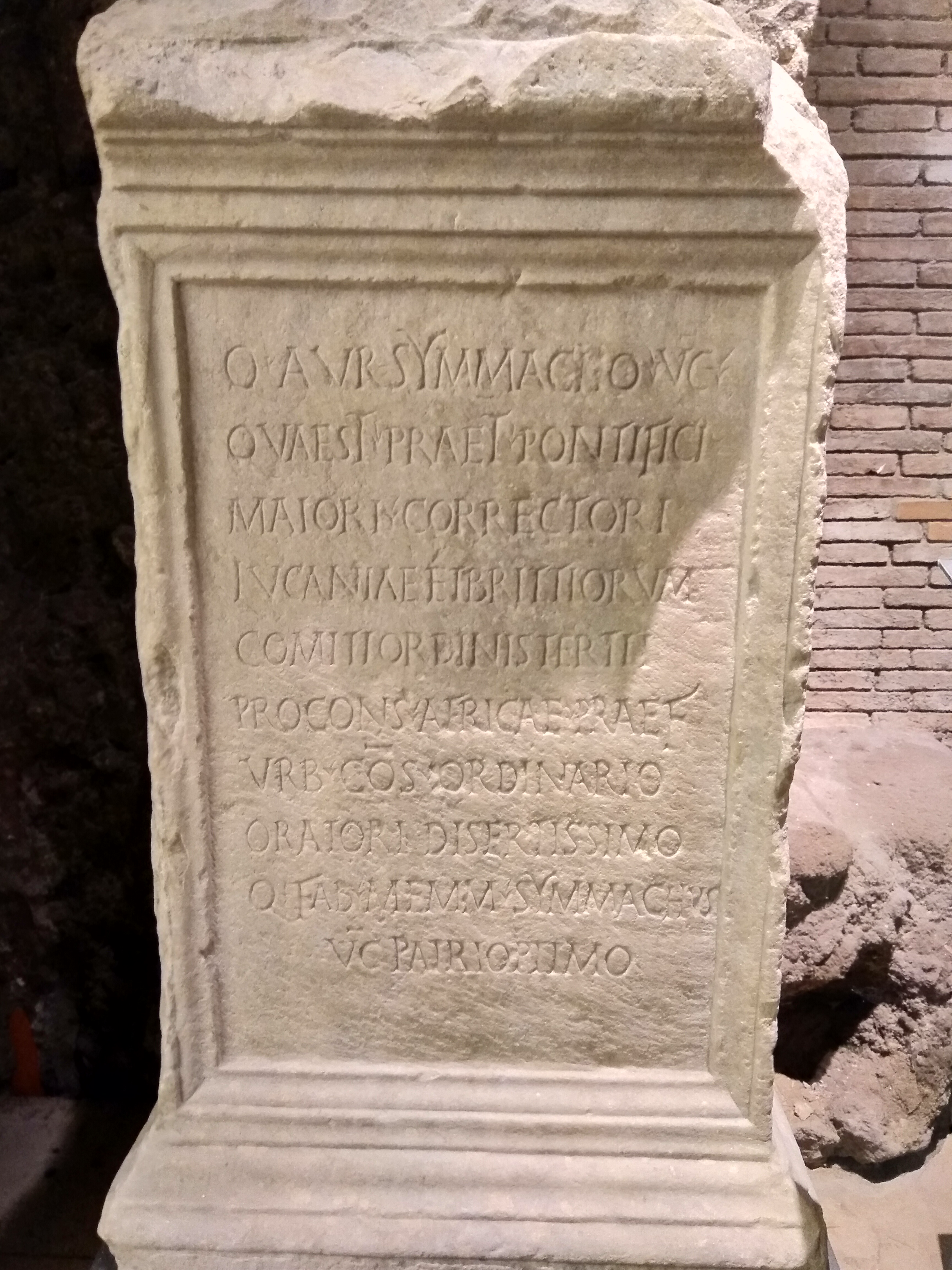
Base della statua eretta da Memmio Simmaco al padre Quinto Aurelio Simmaco
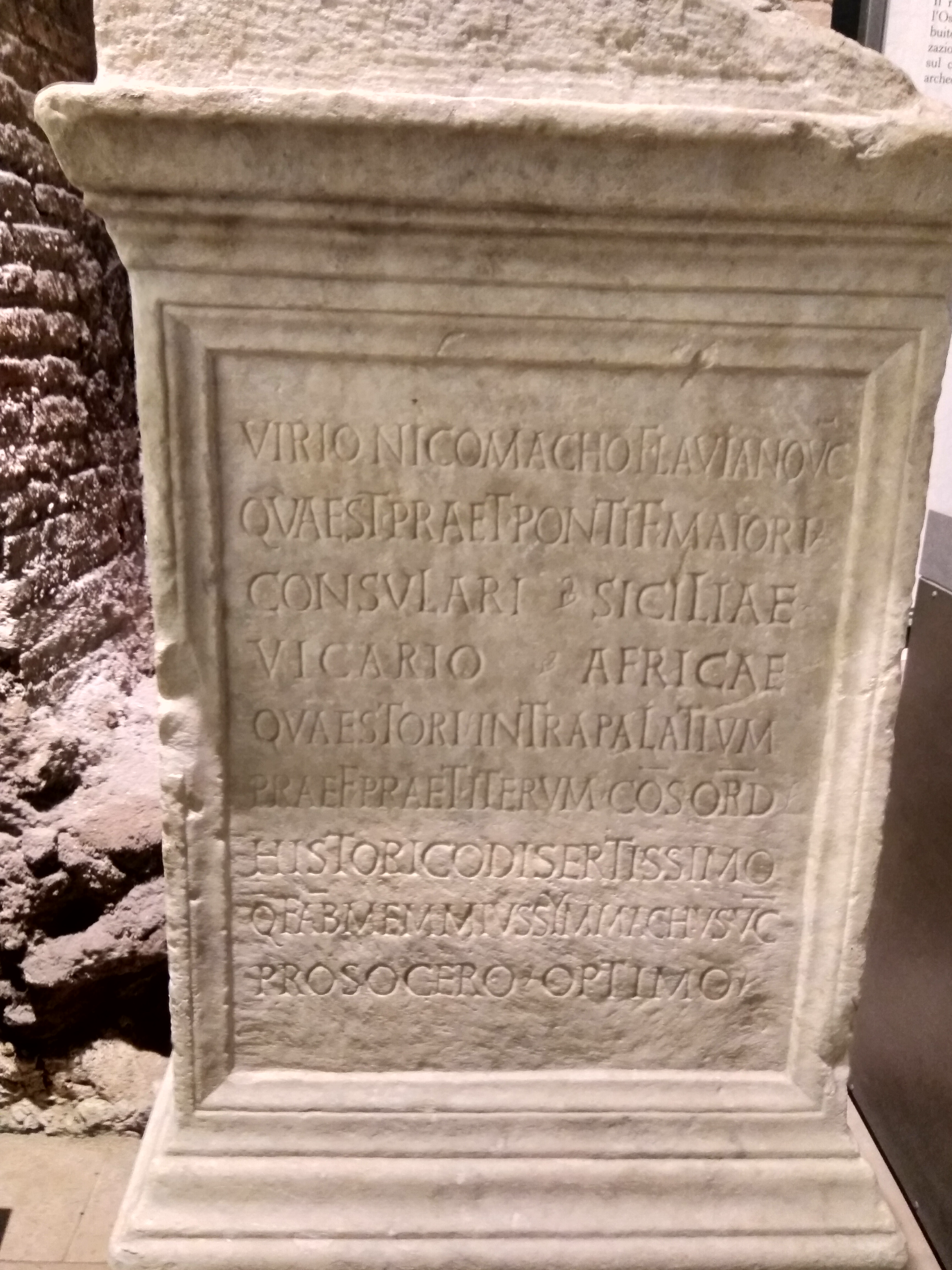
Base della statua eretta da Memmio Simmaco al prosuocero Virio Nicomaco Flaviano

Nel 1617 furono ritrovate due basi di statue erette da Memmio Simmaco al padre Quinto Aurelio Simmaco e al prosuocero Virio Nicomaco Flaviano, all'interno di una domus attribuita alla famiglia dei Symmachi e attualmente sotto il Policlinico militare Celio a Roma.